# Jahreswärmebedarf

Kurvenverlauf eines Jahreswärmebedarfs

Der Jahreswärmebedarf ist eine Rechnungsgröße für den Energiebedarf in Ländern, in denen auf Grund jahreszeitlicher Klimaschwankungen eine Beheizung von Wohn- und Betriebsgebäuden durchgeführt wird. Je nach Klimazone sowie auch nach den Lebensgewohnheiten und Komfortansprüchen ist der spezifische Jahreswärmebedarf nach Regionen und Ländern unterschiedlich. 
Technisch definiert ist der Jahreswärmebedarf die Wärmeenergie, die nutzbar zu Heizzwecken und zur Wärmebedarfsdeckung von Begleitkomponenten wie Warmwasserbereitung während eines Jahres benötigt wurde. Der Jahreswärmebedarf Q wird in kWh, MWh, kJ oder MJ angegeben und kann mit einem Wärmezähler gemessen werden.
Wird der Wärmezähler am Vor- und Rücklauf des Kessels angebracht erhält man in einer Heizperiode die an das Verteilungssystem vom Kessel abgegebene Wärmemenge. Diese stellt sich als Fläche unter der roten Kurve im Diagramm rechts dar.
Für weitergehende Betrachtungen wird der Jahreswärmeverbrauch geordnet, zum Beispiel nach der Außentemperatur oder der Betriebsstundenzahl. In diesen Diagrammen lassen sich für Mono- oder bivalante Betriebsweisen und für Speicher Be- oder Entladevorgänge Umschaltpunkte ablesen.